# Bahnstrecke Berchem–Oetrange
| Streckenlänge: | 12,3 km              |                                 |                                 |
| Spurweite: | 1435 mm (Normalspur) |                                 |                                 |
| Stromsystem: | 25 kV, 50 Hz ~       |                                 |                                 |
| |                      |                                 |                                 |
| \| \| \| von Bettemburg \| \| \| \| 0,0 \| Berchem \| Berchem \| \| \| 1,1 \| nach Luxemburg \| nach Luxemburg \| \| \| \| Alzette \| \| \| \| \| Verbindungskurve Fentingen \| \| \| \| \| Schmalspurbahn Luxemburg–Remich \| \| \| \| \| Tunnel Syren \| \| \| \| \| Syren \| \| \| \| \| von Luxemburg \| \| \| \| 12,3 \| Oetrange \| Oetrange \| \| \| \| nach Wasserbillig \| \| |                      |                                 |                                 |
| Strecke |                      | von Bettemburg                  | von Bettemburg                  |
| Bahnhof | 0,0                  | Berchem                         | Berchem                         |
| Abzweig geradeaus und nach links · Abzweig quer und von links | 1,1                  | nach Luxemburg                  | nach Luxemburg                  |
| Brücke über Wasserlauf · Brücke über Wasserlauf |                      | Alzette                         | Alzette                         |
| Abzweig geradeaus und von links · Strecke nach rechts |                      | Verbindungskurve Fentingen      | Verbindungskurve Fentingen      |
| Kreuzung geradeaus unten (Querstrecke außer Betrieb) |                      | Schmalspurbahn Luxemburg–Remich | Schmalspurbahn Luxemburg–Remich |
| Tunnel |                      | Tunnel Syren                    | Tunnel Syren                    |
| Dienststation / Betriebs- oder Güterbahnhof |                      | Syren                           | Syren                           |
| Abzweig geradeaus und von links |                      | von Luxemburg                   | von Luxemburg                   |
| Bahnhof | 12,3                 | Oetrange                        | Oetrange                        |
| Strecke |                      | nach Wasserbillig               | nach Wasserbillig               |

Die Bahnstrecke Berchem–Oetrange ist eine eingleisige Hauptbahn in Luxemburg. Die 12,3 km lange Strecke sowie die 0,8 km lange Verbindungskurve Fentingen dient vornehmlich dem Güterverkehr von und nach Deutschland, der statt über den Abschnitt Luxemburg–Oetrange der Bahnstrecke Luxemburg–Wasserbillig fast komplett über diese Strecke abgewickelt wird. Aber auch Personenzüge der Relation (Trier–)Wasserbillig–Luxemburg nutzen die Strecke vereinzelt sowie im Fall von Umleitungen auch in größerem Umfang.

## Geschichte
Bereits seit den 1890er Jahren reichte die bestehende eingleisige Strecke Luxemburg–Wasserbillig der Société anonyme royale grand-ducale des chemins der fer Guillaume Luxembourg (Wilhelm-Luxemburg-Eisenbahngesellschaft – WL) nicht mehr aus. Ursache war vor allem der stark gestiegene Güterverkehr durch den Aufschwung der luxemburgischen Hüttenwerke, daher wurde ein zweigleisiger Ausbau der Strecke angestrebt. Allerdings wurde recht bald der Bau einer Umleiterstrecke über Berchem dem zweigleisigen Ausbau des Abschnitts Luxemburg–Oetrange vorgezogen. Einerseits verkürzte sich so der Weg um circa 10 km, andererseits wäre die neue Strecke wesentlich steigungsärmer als zwischen Luxemburg und Oetringen.
Da die Wilhelm-Luxemburg-Eisenbahngesellschaft keinerlei Interesse an einer solchen Verbindung zeigte – durch die Verkürzung der Streckenführung wären der Gesellschaft Einnahmen entgangen – wollte die Kaiserliche General-Direction der Reichseisenbahnen in Elsass-Lothringen (welche auch die Strecken der WL betrieb) selber bauen. Ein entsprechender Staatsvertrag wurde im November 1902 geschlossen, vorerst passierte aber nichts.
Erst 1907 wurde mit den ersten Vermessungsarbeiten begonnen, 1913 wurden diese abgeschlossen. Im selben Jahr wurde ebenfalls die Finanzierung genehmigt. 1915 begann man endlich mit den Bauarbeiten. Das Planum und die Ingenieurbauten wurden zwar für einen zweigleisigen Ausbau vorbereitet, zum Verlegen eines zweiten Gleises fehlte aber noch die entsprechende Konzession. Nach Ausbruch des Ersten Weltkriegs und der damit verbundenen Transporten über das Streckennetz der WL war das eingleisige Streckenstück Luxemburg–Ötringen ein Hindernis für den Nachschubtransport geworden. Die Umgehungsbahn hatte aber ohne eine Verbindungskurve Richtung Luxemburg kaum Wert für das deutsche Militär, daher wurde 1917 ohne rechtliche Grundlage mit dem Bau der Verbindungskurve Fentingen begonnen, zugleich wurde auch ein dreigleisiger Ausbau der Strecke ab der Verbindungskurve bis nach Luxemburg begonnen. Bis Herbst 1918 waren die Arbeiten weitgehend abgeschlossen.
Im Oktober 1918 wurde die Strecke eröffnet, allerdings waren nur Zugfahrten über die Verbindungskurve möglich, da die Brücke über die Alzette noch nicht vollendet war. Dieses Streckenstück wurde erst nach Beginn des Zweiten Weltkrieges und der Besetzung Luxemburgs für das Militär fertiggestellt und im September 1940 eröffnet.
Die Elektrifizierung der Strecke wurde 1956 beschlossen, der elektrische Betrieb konnte 1959 aufgenommen werden.